# Vresse-sur-Semois
Vresse-sur-Semois är en kommun i Belgien.   Den ligger i provinsen Namur och regionen Vallonien, i den södra delen av landet, 120 km söder om huvudstaden Bryssel. Antalet invånare är 2 844.
I omgivningarna runt Vresse-sur-Semois växer i huvudsak blandskog. Runt Vresse-sur-Semois är det ganska glesbefolkat, med 28 invånare per kvadratkilometer.